# 4957 Brucemurray
4957 Brucemurray eller 1990 XJ är en asteroid i huvudbältet som upptäcktes 15 december 1990 av den amerikanske astronomen Eleanor F. Helin vid Palomar-observatoriet. Den är uppkallad efter Bruce C. Murray.
Asteroiden har en diameter på ungefär 3 kilometer och den tillhör asteroidgruppen Amor.